# Myoictis leucura
Myoictis leucura — вид хижих сумчастих ссавців з родини кволових (Dasyuridae). Цей вид був недавно описаний. Від інших Myoictis він відрізняється і морфологічно й генетично. Найбільш тісно він пов'язаний з Myoictis wavicus. Етимологія: грец. λευκός —«білий», грец. ουρά —«хвіст».

## Опис
Цей вид є ендеміком Папуа Нової Гвінеї, де він відомий з невеликого числа (33) зразків, зібраних в період з 1894 по 1985 рік, з південного східного боку Центральних Кордильєр. Діапазон проживання за висотою: 650 —1600 м над рівнем моря. Живе в первинному низинному та гірському лісі.  Як і його родичі, вважається денним і в основному наземним.

## Загрози та охорона
Немає ніякої інформації про можливі загрози цьому виду. Вид  зустрічається в Національному Парку Гора Босаві та в охоронній зоні „Гора Вікторія“. 